# Pieter van Dam (1621-1706)
Pieter van Dam (Amersfoort, 8 oktober 1621 - Amsterdam, 17 mei 1706) was de laatste 54 jaar van zijn leven advocaat van de Amsterdamse kamer van de Vereenigde Oostindische Compagnie (VOC). In die hoedanigheid was hij ook jarenlang in dezelfde functie aangesteld bij de Heren XVII, het centrale bestuur van de VOC. Hij is vandaag de dag vooral bekend om zijn beschrijving van de geschiedenis van de VOC vanaf de oprichting tot en met begin 1701. 

## Afkomst
Hij was de zoon van Willem van Dam, een remonstrant die in 1618 uitweek naar Holstein en daar Friedrichstadt aan de Eider stichtte. Zijn moeder stierf binnen een week na zijn geboorte. 

## Persoonlijk leven
Hij promoveerde op 19 mei 1644 in Leiden in de rechten en werd vervolgens toegelaten als advocaat bij het Hof van Holland.  Hij trouwde op 3 maart 1648 met Lydia van Segwaert uit Dordrecht die in 1663 stierf. Zij was een dochter van Bartholomeus van Segwaert (oud-schepen van Dordrecht) die getrouwd was met Maria de Witt, een oudtante van Johan en Cornelis de Witt. 
In 1666 hertrouwde hij met Anna Hasselaer, de dochter van Nicolaes Hasselaer uit de Spinhuissteeg en stammend uit het patriciërsgeslacht Hasselaer.. Hij woonde toen op de Oudezijds Achterburgwal.

## Maatschappelijk leven
In 1649 fungeerde hij als rechtskundig adviseur van de VOC. Op 17 juli 1652 benoemden de Staten van Utrecht hem tot bewindhebber in de kamer van Amsterdam. In augustus overleed de advocaat van de kamer en bij resolutie van de Heren XVII werd hij op 18 september tot zijn opvolger benoemd. Om die baan te krijgen moest hij minimaal 3000 gulden in de VOC geparticipeerd hebben. Dat bedrag was bedoeld als een borgsom voor het geval hij zou frauderen. 
De functie van advocaat was te vergelijken met die van secretaris en griffier en deed denken aan die van de landsadvocaat, maar hij voerde zelf geen advocatendiensten uit. Van alle "secrete commissiën" maakte hij tijdens zijn advocaatschap deel uit. 
Vanaf 1673 assisteerde zijn zoon Willem hem in zijn werkzaamheden. Willem werd in 1685 bewindhebber van de kamer in Amsterdam en lid van de Heren XVII.
In 1688 vroeg Van Dam om eervol ontslag als advocaat. Op de meest nadrukkelijke wijze en in hoogst eervolle bewoordingen werd hem dat geweigerd. De Heren XVII gaven hem de opdracht "pertinente en naeukeurige beschryvinge" samen te stellen van de geschiedenis van de VOC. De opdracht werd hem op 9 juli 1693 verstrekt. Op 10 maart 1701 was zijn werk gereed.
Het werk was bedoeld voor de VOC en er zijn slechts twee exemplaren van bekend. Doordat vooraf bekend was dat de inhoud niet in de publiciteit gebracht zou worden, menen hedendaagse historici dat Van Dam in zijn boeken daadwerkelijk de waarheid heeft gesproken aangezien er geen redenen waren iets te verdoezelen.  
Het werk Beschryvinge van de Oostindische Compagnie is in 1927 in druk uitgegeven door F.W. Stapel en C.W.Th. baron van Boetzelaer van Asperen en Dubbeldam. Het bestaat uit acht delen en is inmiddels online te raadplegen.
Van Dam vatte de bezwaren samen van de gereformeerde kerk in de Republiek der Zeven Verenigde Nederlanden tegen het beleid van de VOC in kerkelijke zaken. Onder andere zou te Batavia en elders concubinaat en polygamie zeer gangbaar zijn. De compagnie reageerde vrij laconiek op deze beschuldigingen. Zij wees er op dat bij de statuten van Batavia concubinaat en polygamie verboden waren.
Van Dam bekleedde van 1668 tot aan zijn dood het kerkmeesterschap van de Oude Kerk te Amsterdam, waarin hij begraven is. 

## Trivia
- In de Oostvaardersbuurt in Almere is een straat naar hem vernoemd.
- Zijn ongehuwde kleinzoon Karel van Dam (1692-20 oktober 1753), woonachtig aan Herengracht 621, ontworpen door Adriaan Dortsman, was 36 jaar boekhouder bij de West Indische Compagnie en de Sociëteit van Suriname en kerkmeester van de Zuiderkerk.[5]